# Just a Little Bit of You
«Just a Little Bit of You» es una canción del cantante y compositor estadounidense Michael Jackson. Fue producido por Brian Holland y lanzado en abril de 1975 como segundo sencillo de su cuarto álbum como solista Forever, Michael de 1975.
En Estados Unidos alcanzó el número 23 en la lista Billboard Hot 100 y el número 4 en la Hot Soul Singles. En Canadá llegó al puesto 43 de la lista RPM Top Singles.
Es el último sencillo de Michael Jackson lanzado como un artista activo en la discográfica Motown, que lanzaría más sencillos suyos hasta 1984.

## Lista de canciones
sencillo 7" (Motown – M 1349F)
A "Just A Little Bit Of You" - 3:08
B "Dear Michael" - 2:37

## Posicionamiento en listas
| Listas (1975)                          | Máxima posición |
| -------------------------------------- | --------------- |
| Canadá (RPM Top Singles)               | 43              |
| Estados Unidos (Billboard Hot 100)     | 23              |
| Estados Unidos (Hot R&B/Hip-Hop Songs) | 4               |

## Personal
- Michael Jackson - Voz principal y coros
- Brian Holland - Productor
- James Anthony Carmichael - Arreglos